# 闭形式和恰当形式
在数学，特别是向量分析与微分拓扑中，一个闭形式 {\displaystyle \alpha } 是微分算子 {\displaystyle d} 的核（又被称为零空间），即 {\displaystyle d\alpha =0}的微分形式；而恰当形式(恰当微分形式) {\displaystyle \alpha } 是微分算子 {\displaystyle d} 的像，即存在某个微分形式 {\displaystyle \beta } 使得 {\displaystyle \alpha =d\beta }，{\displaystyle \beta } 称为关于 {\displaystyle \alpha } 的一个“本原”。
因为 {\displaystyle d^{2}=0}，所以恰当形式一定是闭形式，但閉形式是否為恰當形式並不顯然。考虑一个闭形式是不是恰当的，可由不同的条件检测拓扑信息來得知。问一个 0-形式是否恰当没有意义，因为 {\displaystyle d} 将阶数提高 1，不过可以规定恰当 0-形式就是零函数。
当两个闭形式的差是一个恰当形式时，称它们为相互上同调的。这便是说，如果 {\displaystyle \zeta } 与 {\displaystyle \eta } 是闭形式，且存在某个 {\displaystyle \beta } 使得
{\displaystyle \zeta -\eta =d\beta \ ,}
那么 {\displaystyle \zeta } 与 {\displaystyle \eta } 是互相上同调的。恰当形式经常称为上同调于零。相互上同调的形式的集合组成了一个德拉姆上同调类中的一个元素；对这样的类作一般性研究称为上同调理论。
{\displaystyle \mathbb {R} ^{2}} 与 {\displaystyle \mathbb {R} ^{2}} 上的微分形式已经为十九世纪的数学物理所熟知。在平面上，0-形式就是函数，2-形式是函数乘以基本面积元  {\displaystyle dx\wedge dy}，故只有 1-形式
{\displaystyle \alpha =f(x,y)dx+g(x,y)dy\ ,}
具有真正的意义，其外导数 {\displaystyle d} 是
{\displaystyle d\alpha =(g_{x}-f_{y})dx\wedge dy\ ,}
这里下标表示偏导数。从而 {\displaystyle \alpha }“闭”的条件是
{\displaystyle f_{y}=g_{x}\ .}
当 {\displaystyle h(x,y)} 是一个函数时则
{\displaystyle dh=h_{x}dx+h_{y}dy\ .}
“恰当形式是闭形式”便是关于 x 与 y 二阶导数的对称性的一个推论，这可以直接推广到高维情形。
在{\displaystyle \mathbb {R} ^{2}}上，恰当 1-形式相当于有势场（保守场），闭 1-形式相当于无旋场。故“恰当形式是闭形式”用向量分析的语言来说相当于有势场一定是无旋场。

## 庞加莱引理
庞加莱引理指出，在 一个n-维度域 Rn 中的开球上的每个封闭的p-微分形式对于 p 都是恰当的，这里 1 ≤ p ≤ n 。 更一般地，引理指出，在流形的可收缩开子集（例如 {\displaystyle \mathbb {R} ^{n}}）上，闭 p-形式 p > 0 时是恰当的。[需要解释]